# Réserve de chasse (France)

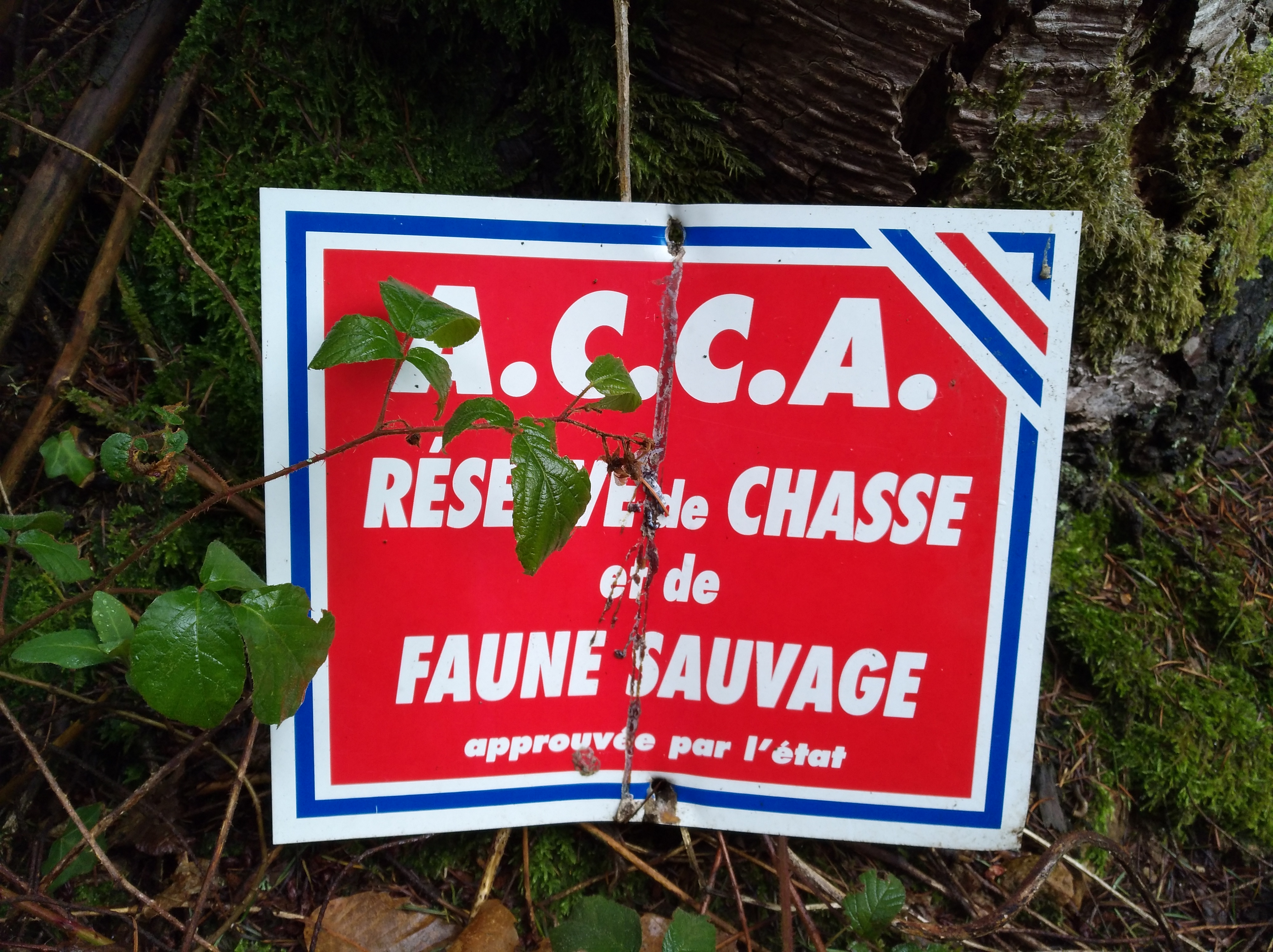
Panneau indiquant une réserve de chasse et de faune sauvage d'un association communale de chasse agréée, à Valsonne (Rhône, France).

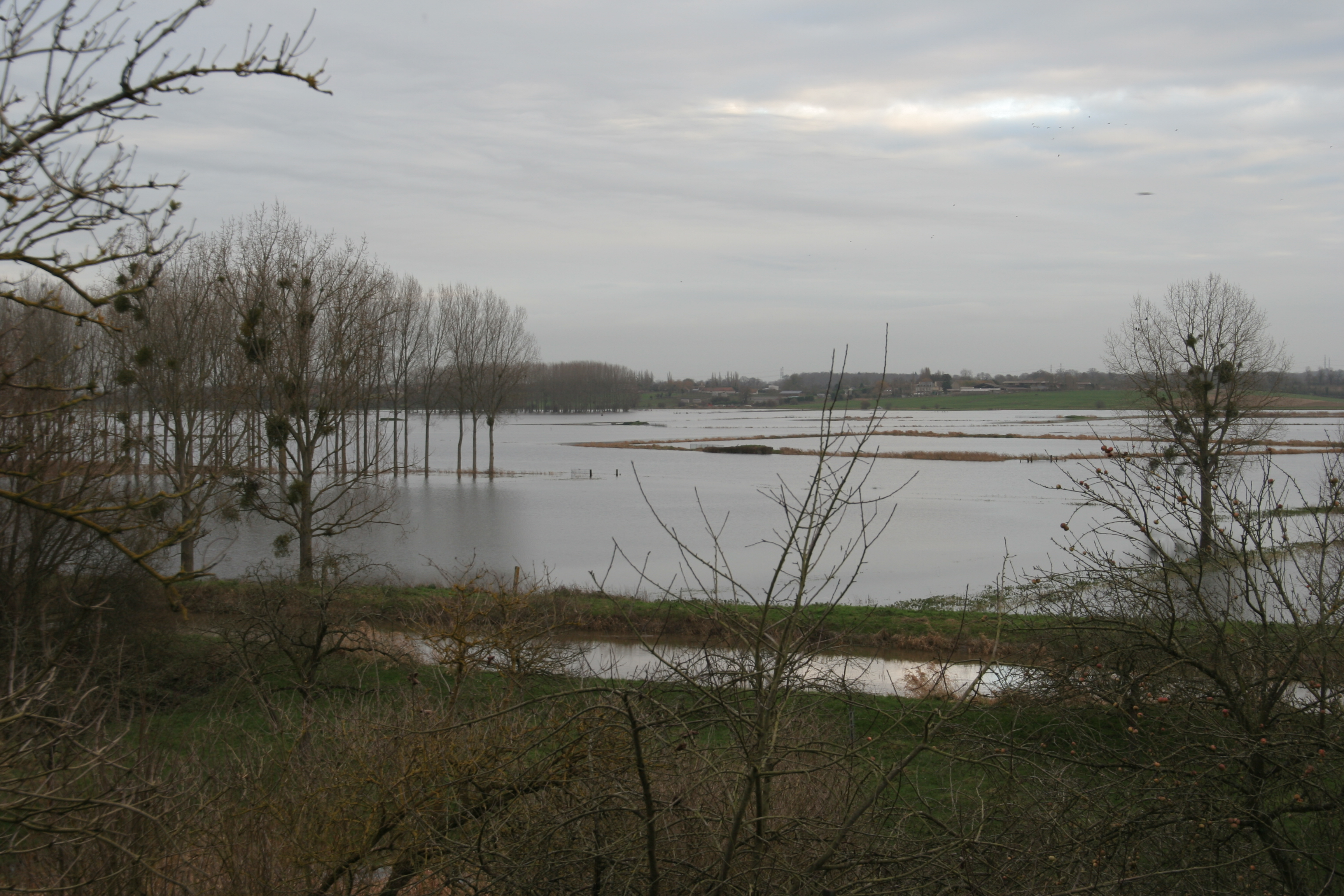
104 ha de prairies inondables dans les marais de la Dives, à Saint-Samson, sont classés comme RCFS et gérés par la fédération départementale des chasseurs du Calvados.

Une réserve de chasse est un des dispositifs de gestion de la chasse institué en France pour protéger des espèces et contribuer au développement durable de l'activité cynégétique. Elles sont classées en plusieurs catégories et niveaux de protection. Certaines d'entre elles, considérées comme aire protégée, ont le statut de réserve nationale de chasse et de faune sauvage (RNCFS) du fait de leur importance particulière (espèces présentes en diminution, étendue du site ou en fonction des études poursuivies).

## Réserve de chasse communale ou intercommunale
Les réserves de chasses communales ont été créées par la loi du 7 mars 1956. Par la suite la loi du 10 juillet 1964 créé le statut d'Association communale de chasse agréée. Selon cette loi, les nouvelles ACCA devront délimiter des réserves de chasse sur 10 % de leur territoire.

L'obligation est ensuite codifiée à l'article L.422-23 du Code de l'environnement stipule que 

« les associations communales et intercommunales de chasse agréées sont tenues de constituer une ou plusieurs réserves de chasse communales ou intercommunales en faveur du petit gibier. Par exception, ces réserves peuvent également être constituées en faveur de certaines espèces de grand gibier, lorsque l'état des populations de ces espèces le justifie et qu'il est établi que la constitution de la réserve n'aura pas d'incidence négative, même à long terme, sur le maintien de l'équilibre agro-sylvo-cynégétique.
La superficie minimale des réserves est d'un dixième de la superficie totale du territoire de l'association. »

## Réserve de chasse maritime

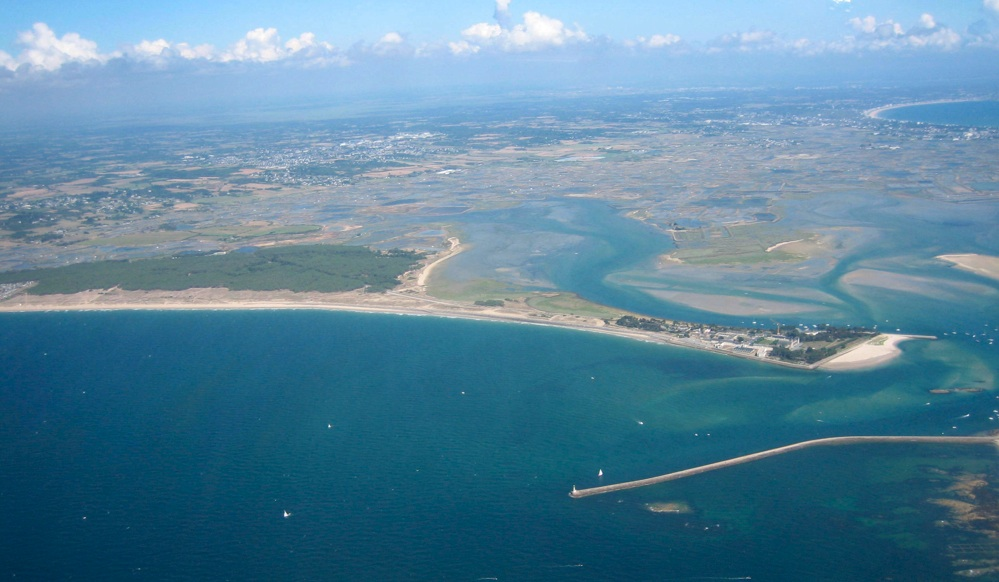
Le Traicts du Croisic est une réserve de chasse partiellement située en milieu marin.

Les réserves de chasse maritime sont instituées par décret le 25 septembre 1972 mais abrogées en 1989 lors de la compilation du nouveau code rural.

## Réserve de chasse et de faune sauvage
En France les réserves de chasse sont instituées par l'arrêté du 2 octobre 1951. Auparavant rattachées au Code rural, les réserves de chasse et de faune sauvage sont à présent régies par l'article L422-27 Code de l'environnement. Elles sont créées à l'initiative du préfet.
Ces réserves ont vocation à:
- protéger les populations d'oiseaux migrateurs conformément aux engagements internationaux ;
- assurer la protection des milieux naturels indispensables à la sauvegarde d’espèces menacées ;
- favoriser la mise au point d’outils de gestion des espèces de faune sauvage et de leurs habitats ;
- contribuer au développement durable de la chasse au sein des territoires ruraux.

Il en existe environ 12000 sur l'ensemble du territoire métropolitain,. Ces réserves représentaient environ 2,7 milions d'hectares en 2022.

### 9 réserves gérées par l'OFB
9 réserves de chasses et de faune sauvage sont gérées ou cogérées par l'OFB (3 d'entre elles étant situées en Corse). 
- Réserve de chasse et de faune sauvage du Hâble d'Ault (Somme)
- Réserve de chasse et de faune sauvage de la Pointe d’Arçay (Vendée)
- Réserve de chasse et de faune sauvage Terres d'oiseaux (Gironde)
- Réserve de chasse et de faune sauvage de Chanteloup (Vendée)
- Réserve de chasse et de faune sauvage Sud Saint Pierre (Saint-Pierre-et-Miquelon)
- Réserve de chasse et de faune sauvage Grand’Mare (Eure)
- Réserve de chasse et de faune sauvage de Corse d’Asco
- Réserve de chasse et de faune sauvage de Corse de Bavella
- Réserve de chasse et de faune sauvage de Corse de Tartagine

L'île de Béniguet classée comme réserve de chasse et de faune sauvage en 1993 est intégrée à la réserve naturelle nationale d'Iroise en 2021.
Les réserves de chasse et de faune sauvage du Massereau et du Migron, également propriété du conservatoire du littoral, sont gérées par le conseil départemental de Loire-Atlantique depuis 2022.

## Réserves nationales de chasse et de faune sauvage

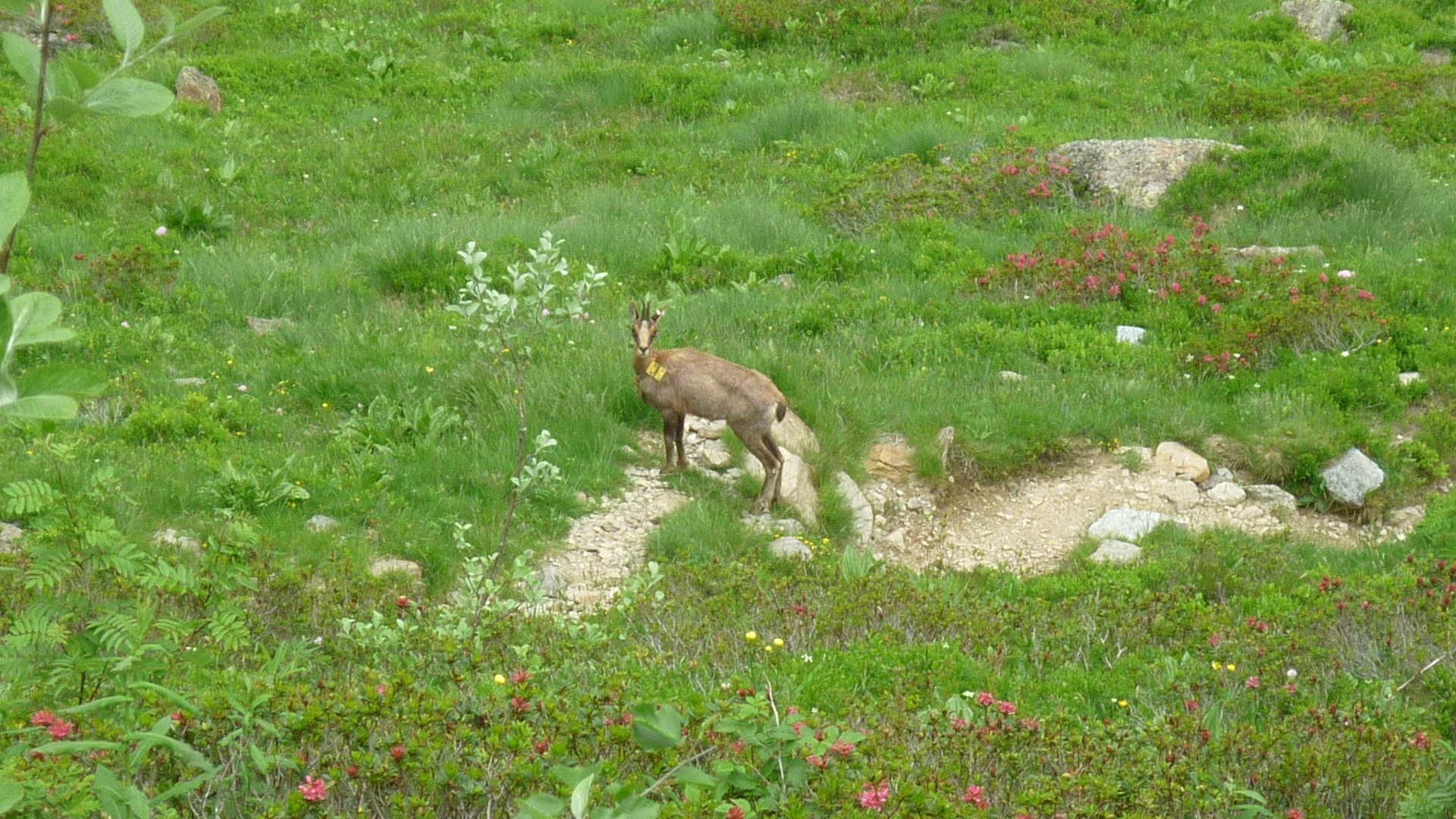
Isard dans la réserve nationale de chasse d'Orlu.

En vertu de l'arrêté du 20 juin 1968, les réserves de chasse et de faune sauvage peuvent devenir des réserves nationales de chasse et de faune sauvage (RNCFS) si elles présentent une importance particulière (études scientifiques ou démonstrations pratiques qui y sont menées, espèces dont les effectifs sont en baisse ou remarquables, grande étendue), et deviennent de ce fait des aires protégées au titre de la stratégie nationale des aires protégées. Le classement intervient par arrêté ministériel. La gestion des RNCFS est confiée à l'Office français de la biodiversité ou à un autre établissement public.
Il existe 12 réserves nationales de chasse et de faune sauvage (RNCFS), dont 10 sont gérées ou cogérées par l'Office français de la biodiversité:
- Réserve nationale de chasse et de faune sauvage des Bauges (Savoie et Haute-Savoie ; 5200 ha)
- Réserve nationale de chasse et de faune sauvage de Belledonne (Isère ; 2307 ha)
- Réserve nationale de chasse et de faune sauvage de Caroux-Espinouse (Hérault ; 1658 ha)
- Réserve nationale de chasse et de faune sauvage du lac du Der et des étangs d’Outines et d’Arrigny (Marne et Haute-Marne ; 5664 ha)
- Réserve nationale de chasse et de faune sauvage de Donzère-Mondragon (Drôme et Vaucluse ; 1490 ha)[14]
- Réserve nationale de chasse et de faune sauvage du golfe du Morbihan (Morbihan ; 7358 ha)
- Réserve nationale de chasse et de faune sauvage du lac de Madine et étang de Pannes (Meuse et Meurthe-et-Moselle ; 1840 ha)
- Réserve nationale de chasse et de faune sauvage d'Orlu (Ariège ; 4243 ha)
- Réserve nationale de chasse et de faune sauvage de La Petite-Pierre (Bas-Rhin ; 2728 ha)
- Réserve nationale de chasse et de faune sauvage du Rhin (Bas-Rhin ; 4135 ha)[15]

Et deux qui ne sont pas cogérées par l'OFB :
- Réserve nationale de chasse et de faune sauvage de Chambord (Loir-et-Cher ; 5459 ha)
- Le site d'Arjuzanx classé réserve nationale de chasse et de faune sauvage en 1987 devient une réserve naturelle nationale, en septembre 2022. Le nouveau classement ne met pas fin a priori au statut de RNCFS.